# Barytherium

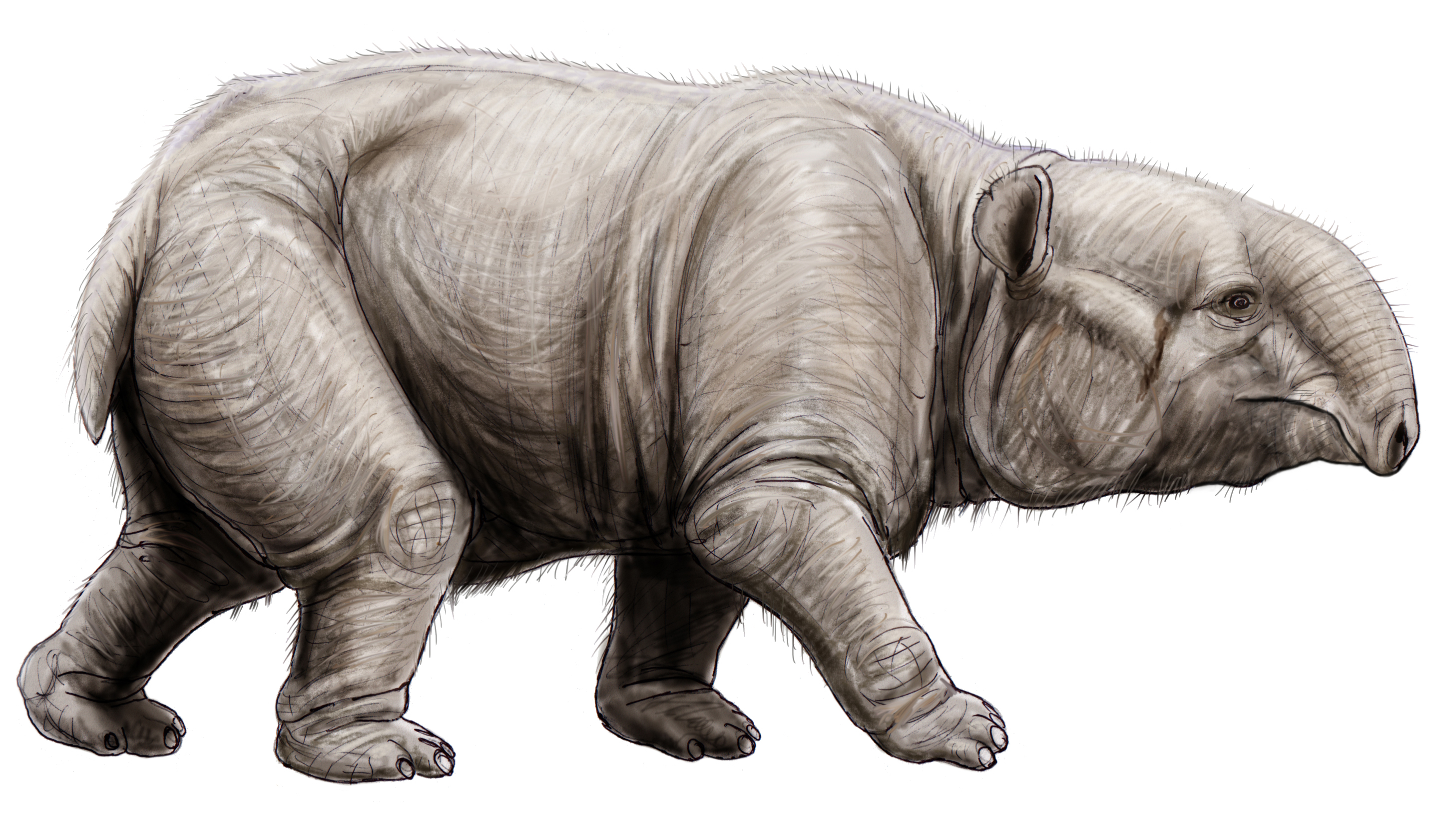
Реставрація

Barytherium — рід вимерлої родини Barytheriidae примітивних хоботних, що жили в пізньому еоцені та на початку олігоцену в Північній Африці. Типовим видом є Barytherium grave, знайдений на початку 20 століття у Фаюмі, Єгипет. Відтоді більш повні зразки були знайдені в Дор-ель-Тальха, Лівія. У 2011 році в районі Айдум у Дофарі Міністерство спадщини та культури Оману також виявило більше скам'янілостей, які були названі Barytherium omansi.

## Опис
Баритеріїди були першими великими хоботними, які з'явилися в літописі скам'янілостей. Сам баритерій був приблизно 1,8–2,0 м у висоту в плечі і важив близько 2 тонн. Barytherium spp. мав вісім дуже коротких бивнів, по чотири у верхній і нижній щелепах, які більше нагадували бивні сучасного бегемота, ніж слона. Верхні пари були вертикальними, тоді як нижні пари виступали вперед горизонтально. Щодо наявності й довжини хобота існують розбіжність серед дослідників.